# Průhonice
Průhonice è un comune della Repubblica Ceca facente parte del distretto di Praha-západ, in Boemia Centrale.

## Monumenti e luoghi d'interesse
- Castello di Průhonice